# Récompenses des 76ers de Philadelphie
Les 76ers de Philadelphie sont une franchise de basket-ball américaine évoluant dans la National Basketball Association. Cet article regroupe l'ensemble des récompenses des 76ers de Philadelphie durant les saisons NBA.

## Titres de l'équipe

### Champion NBA
Les 76ers ont gagné 3 titres de champion NBA : 1955, 1967, 1983.

### Champion de conférence
Ils ont remporté 5 titres de champion de la Conférence Est : 1977, 1980, 1982, 1983, 2001.

### Champion de division
Les Sixers ont été 12 fois champions de leur division : 1950, 1952, 1955, 1966, 1967, 1968, 1977, 1978, 1983, 1990, 2001, 2021.
Ces titres se répartissent en 6 titres de la division Est et 6 titres de la division Atlantique.

## Titres individuels

### MVP
- Wilt Chamberlain (x3) – 1966–1968
- Julius Erving – 1981
- Moses Malone – 1983
- Allen Iverson – 2001
- Joel Embiid – 2023

### MVP des Finales
- Moses Malone – 1983

### Défenseur de l'année
- Dikembe Mutombo – 2001

### Rookie de l'année
- Allen Iverson – 1997
- Michael Carter-Williams – 2014
- Ben Simmons – 2018

### 6ehomme de l'année
- Bobby Jones – 1983
- Aaron McKie – 2001

### Meilleure progression de l'année
- Dana Barros – 1995
- Tyrese Maxey – 2024

### Entraîneur de l'année
- Dolph Schayes – 1966
- Larry Brown – 2001

### NBA Hustle Award
- Amir Johnson – 2018

## Hall of Fame

### Joueurs
20 hommes ayant joué aux Sixers principalement, ou de façon significative pendant leur carrière ont été introduits au Basketball Hall of Fame (également appelé Naismith Memorial Basketball Hall of Fame).
| Joueur           | Activité aux Sixers | Activité aux Sixers      | Hall of Fame        |
| Joueur           | Années              | Titres avec Philadelphie | Année intronisation |
| ---------------- | ------------------- | ------------------------ | ------------------- |
| Dolph Schayes    | 1948–1964           | 1                        | 1973                |
| Wilt Chamberlain | 1965–1968           | 1                        | 1979                |
| Hal Greer        | 1958–1973           | 1                        | 1982                |
| Al Cervi         | 1948–1953           | 0                        | 1985                |
| Billy Cunningham | 1965–1972 1974–1976 | 0                        | 1986                |
| Julius Erving    | 1976–1987           | 1                        | 1993                |
| George Yardley   | 1959–1960           | 0                        | 1996                |
| Bailey Howell    | 1970–1971           | 0                        | 1997                |
| Bob McAdoo       | 1986                | 0                        | 2000                |
| Moses Malone     | 1982–1986 1993–1994 | 1                        | 2001                |
| Charles Barkley  | 1984–1992           | 0                        | 2006                |
| Chet Walker      | 1962–1969           | 1                        | 2012                |
| Dikembe Mutombo  | 2001–2002           | 0                        | 2015                |
| Allen Iverson    | 1996–2006 2009–2010 | 0                        | 2016                |
| George McGinnis  | 1975–1978           | 0                        | 2017                |
| Maurice Cheeks   | 1978–1989           | 1                        | 2018                |
| Bobby Jones      | 1978–1986           | 1                        | 2019                |
| Toni Kukoč       | 2000–2001           | 0                        | 2021                |
| Chris Webber     | 2005–2007           | 0                        | 2021                |
| Dick Barnett     | 1959–1961           | 0                        | 2024                |

### Entraineurs, managers et contributeurs
| Personnalité   | Activité aux Sixers | Activité aux Sixers      | Activité aux Sixers | Hall of Fame        | Hall of Fame |
| Personnalité   | Années              | Titres avec Philadelphie | Fonction            | Année intronisation | Qualité      |
| -------------- | ------------------- | ------------------------ | ------------------- | ------------------- | ------------ |
| Jack Ramsay    | 1968–1972           | 0                        | entraîneur          | 1992                | entraîneur   |
| Alex Hannum    | 1960–1963 1966–1968 | 1                        | entraîneur          | 1998                | entraîneur   |
| Daniel Biasone | –                   | 0                        | propriétaire        | 2000                | contributeur |
| Larry Brown    | 1997–2003           | 0                        | entraîneur          | 2002                | entraîneur   |
| Earl Lloyd     | 1952–1958           | 1                        | joueur-entraîneur   | 2003                | contributeur |
| Rod Thorn      | 2010–2013           | 0                        | président           | 2018                | contributeur |

## Maillots retirés
- 2 - Moses Malone
- 3 - Allen Iverson
- 4 - Dolph Schayes
- 6 - Julius Erving
- 10 - Maurice Cheeks
- 13 - Wilt Chamberlain
- 15 - Hal Greer
- 24 - Bobby Jones
- 32 - Billy Cunningham
- 34 - Charles Barkley

## Récompenses du All-Star Game

### Sélections au All-Star Game
Liste des joueurs sélectionnés pour le All-Star Game, en tant que joueur des 76ers de Philadelphie :
- Dolph Schayes (x12) – 1951, 1952, 1953, 1954, 1955, 1956, 1957, 1958, 1959, 1960, 1961, 1962
- Red Rocha (x2) – 1951, 1952
- Billy Gabor – 1953
- Paul Seymour (x3) – 1953, 1954, 1955
- Johnny Kerr (x3) – 1956, 1959, 1963
- Larry Costello (x6) – 1958, 1959, 1960, 1961, 1962, 1965
- George Yardley – 1960
- Hal Greer (x10) – 1961, 1962, 1963, 1964, 1965, 1966, 1967, 1968, 1969, 1970
- Lee Shaffer – 1963
- Chet Walker (x3) – 1964, 1966, 1967
- Lucious Jackson – 1965
- Wilt Chamberlain (x3) – 1966, 1967, 1968
- Billy Cunningham (x4) – 1969, 1970, 1971, 1972
- John Block – 1973
- Steve Mix – 1975
- Doug Collins (x13) – 1976, 1977, 1978
- George McGinnis (x2) – 1976, 1977
- Julius Erving (x11) – 1977, 1978, 1979, 1980, 1981, 1982, 1983, 1984, 1985, 1986, 1987
- Bobby Jones (x2) – 1981, 1982
- Maurice Cheeks (x4) – 1983, 1986, 1987, 1988
- Moses Malone (x4) – 1983, 1984, 1985, 1986
- Andrew Toney (x2) – 1983, 1984
- Charles Barkley (x6) – 1987, 1988, 1989, 1990, 1991, 1992
- Dana Barros – 1995
- Allen Iverson (x8) – 2000, 2001, 2002, 2003, 2004, 2005, 2006, 2010
- Theo Ratliff – 2001
- Dikembe Mutombo – 2002
- Andre Iguodala – 2012
- Jrue Holiday – 2013
- Joel Embiid (x7) – 2018, 2019, 2020, 2021, 2022, 2023, 2024
- Ben Simmons (x3) - 2019, 2020, 2021
- Tyrese Maxey – 2024

### Coachs au All-Star Game
- Al Cervi (x2) – 1952, 1955
- Alex Hannum – 1968
- Gene Shue – 1977
- Billy Cunningham (x4) – 1978, 1980, 1981, 1983
- Larry Brown – 2000
- Doc Rivers – 2021

### Vainqueur du concours de dunks
- Mac McClung – 2023

## Distinctions en fin d'année

### All-NBA Team

#### All-NBA First Team
- Dolph Schayes (x6) – 1952–1955, 1957, 1958
- Wilt Chamberlain (x3) – 1966–1968
- Billy Cunningham (x3) – 1969–1971
- George McGinnis – 1976
- Julius Erving (x5) – 1978, 1980–1983
- Moses Malone (x2) – 1983, 1985
- Charles Barkley (x4) – 1988–1991
- Allen Iverson (x3) – 1999, 2001, 2005
- Joel Embiid – 2023

#### All-NBA Second Team
- Al Cervi – 1950
- Dolph Schayes (x6) – 1950, 1951, 1956, 1959–1961
- Paul Seymour (x2) – 1954, 1955
- Larry Costello – 1961
- Hal Greer (x7) – 1963–1969
- Wilt Chamberlain – 1965
- Billy Cunningham – 1972
- George McGinnis – 1977
- Julius Erving (x2) – 1977, 1984
- Moses Malone – 1984
- Charles Barkley (x3) – 1986, 1987, 1992
- Allen Iverson (x3) – 2000, 2002, 2003
- Dikembe Mutombo – 2001
- Joel Embiid (x4) – 2018, 2019, 2021, 2022

#### All-NBA Third Team
- Dikembe Mutombo – 2002
- Allen Iverson – 2006
- Ben Simmons – 2020

### NBA All-Defensive Team

#### NBA All-Defensive First Team
- Bobby Jones (x6) – 1979–1984
- Caldwell Jones (x2) – 1981, 1982
- Maurice Cheeks (x4) – 1983–1986
- Moses Malone – 1983
- Dikembe Mutombo – 2001
- Robert Covington – 2018
- Ben Simmons (x2) – 2020, 2021

#### NBA All-Defensive Second Team
- Bobby Jones – 1985
- Maurice Cheeks – 1987
- Rick Mahorn – 1990
- Theo Ratliff – 1999
- Dikembe Mutombo – 2002
- Eric Snow – 2003
- Andre Iguodala – 2011
- Joel Embiid (x3) – 2018, 2019, 2021
- Matisse Thybulle (x2) – 2021, 2022

### NBA All-Rookie Team

#### NBA All-Rookie First Team
- Lucious Jackson – 1965
- Billy Cunningham – 1966
- Fred Boyd – 1973
- Charles Barkley – 1985
- Hersey Hawkins – 1989
- Jerry Stackhouse – 1996
- Allen Iverson – 1997
- Andre Iguodala – 2005
- Michael Carter-Williams – 2014
- Nerlens Noel – 2015
- Jahlil Okafor – 2016
- Joel Embiid – 2017
- Dario Šarić – 2017
- Ben Simmons – 2018

#### NBA All-Rookie Second Team
- Clarence Weatherspoon – 1993
- Shawn Bradley – 1994
- Sharone Wright – 1995
- Tim Thomas – 1998
- Thaddeus Young – 2008

### NBA Sportsmanship Award
- Eric Snow – 2000

### J. Walter Kennedy Citizenship Award
- Julius Erving – 1983
- Dikembe Mutombo – 2001
- Samuel Dalembert – 2010